# Michael Niebling
Michael Rau-Niebling (* 10. Januar 1978 in Kalundborg) ist ein ehemaliger dänischer Basketballspieler.

## Werdegang
Niebling, ein 2,12 Meter großer Innenspieler, gehörte in seinem Heimatland der Mannschaft Falcon an. 1998/99 stand er bei KFUM Umeå in Schweden unter Vertrag. Anschließend spielte Niebling wieder für Falcon, 2000/01 bei Aabyhøj IF und 2001/02 bei Horsens IC, Zusätzlich gehörte Niebling im Spieljahr 2001/02 der aus Spielern mehrerer dänischer Vereine zusammengesetzte Auswahl Magic Great Danes an, die an der Nordeuropäischen Basketball-Liga teilnahm.
2002/03 spielte er wieder für Aabyhøj. Im Februar 2003 wurde sein Wechsel zum italienischen Spitzenverein Virtus Bologna vermeldet, er nahm dort an Übungseinheiten teil, wurde aber nicht in Pflichtspielen eingesetzt. Im Sommer 2003 schloss sich Niebling BF Copenhagen an, die Mannschaft war von mehreren Vereinen aus dem Großraum Kopenhagen gegründet worden.
Im Laufe der Saison 2003/04 wurde Niebling vom deutschen Zweitligisten Ratiopharm Ulm verpflichtet, nachdem BF Copenhagen Konkurs angemeldet hatte. Auch in der Nachfolgespielzeit gehörte er der Ulmer Mannschaft an, im März 2005 wurde er an den Liga- und Lokalrivalen TSG Ehingen abgegeben, nachdem ihn unter anderem ein Bänderriss im Sprunggelenk ausgebremst hatte.
Zur Saison 2005/06 ging er nach Dänemark zurück und spielte bis 2010 für die Bakken Bears. 2007 wurde er mit der Mannschaft dänischer Meister und Pokalsieger. Niebling sammelte mit Bakken weitere Europapokalerfahrung im Wettbewerb EuroCup Challenge. Für die dänische Nationalmannschaft bestritt er neun Länderspiele.
Als Trainer betreute Niebling die Damen von Aabyhøj IF und wurde in der Saison 2018/19 als bester Trainer der dänischen Liga ausgezeichnet, nachdem Aabyhøj unter seiner Leitung in der dänischen Meisterschaft den dritten Platz belegt und den Pokalwettbewerb gewonnen hatte.